# SeaMonkey
SeaMonkey – pakiet programów składający się z przeglądarki internetowej, klienta poczty, czytnika grup dyskusyjnych oraz edytora stron HTML.
Jest to kontynuacja pakietów Mozilla Application Suite 1.7.x jak i Netscape Navigator 7.x. Stworzony na bazie silnika Gecko.

## Opis
W skład pakietu SeaMonkey wchodzą:
- przeglądarka internetowa – obsługująca standardy internetowe (m.in. HTML 5, CSS 3, JavaScript, XHTML, DOM, XML, SVG, PNG oraz pliki grafiki animowanej APNG);
- klient poczty;
- czytnik grup dyskusyjnych;
- edytor stron HTML – edytor WYSIWYG budujący strony z kodem HTML.

## Nazwa
Nazwa SeaMonkey była początkowo tylko nazwą kodową dla niewydanego nigdy Netscape Navigatora 5.0. Po przejęciu projektu Mozilla Application Suite przez społeczność, nastąpiła konieczność zmiany nazwy pakietu. Po kilku miesiącach poszukiwań, w 2005 roku wybrano jako nową, oficjalną nazwę, właśnie SeaMonkey.
Od 2007 roku SeaMonkey jest znakiem towarowym zarejestrowanym przez Fundację Mozilla w imieniu SeaMonkey Council.
Sea-Monkey (dosłownie morska małpa), to jedna z odmian artemii, sprzedawanych w Stanach Zjednoczonych i Wielkiej Brytanii jako pokarm dla rybek akwariowych lub zwierzątko akwariowe.

## Historia wersji
| Legenda:       | Legenda:                 | Legenda:                |
| -------------- | ------------------------ | ----------------------- |
| Starsza wersja | Aktualna wersja stabilna | Aktualna wersja testowa |

| Numer wersji | Wersja silnika Gecko | Data wydania         | Uwagi |
| ------------ | -------------------- | -------------------- | --- |
| 1.0          | 1.8                  | 30 stycznia 2006     | Wydanie główne |

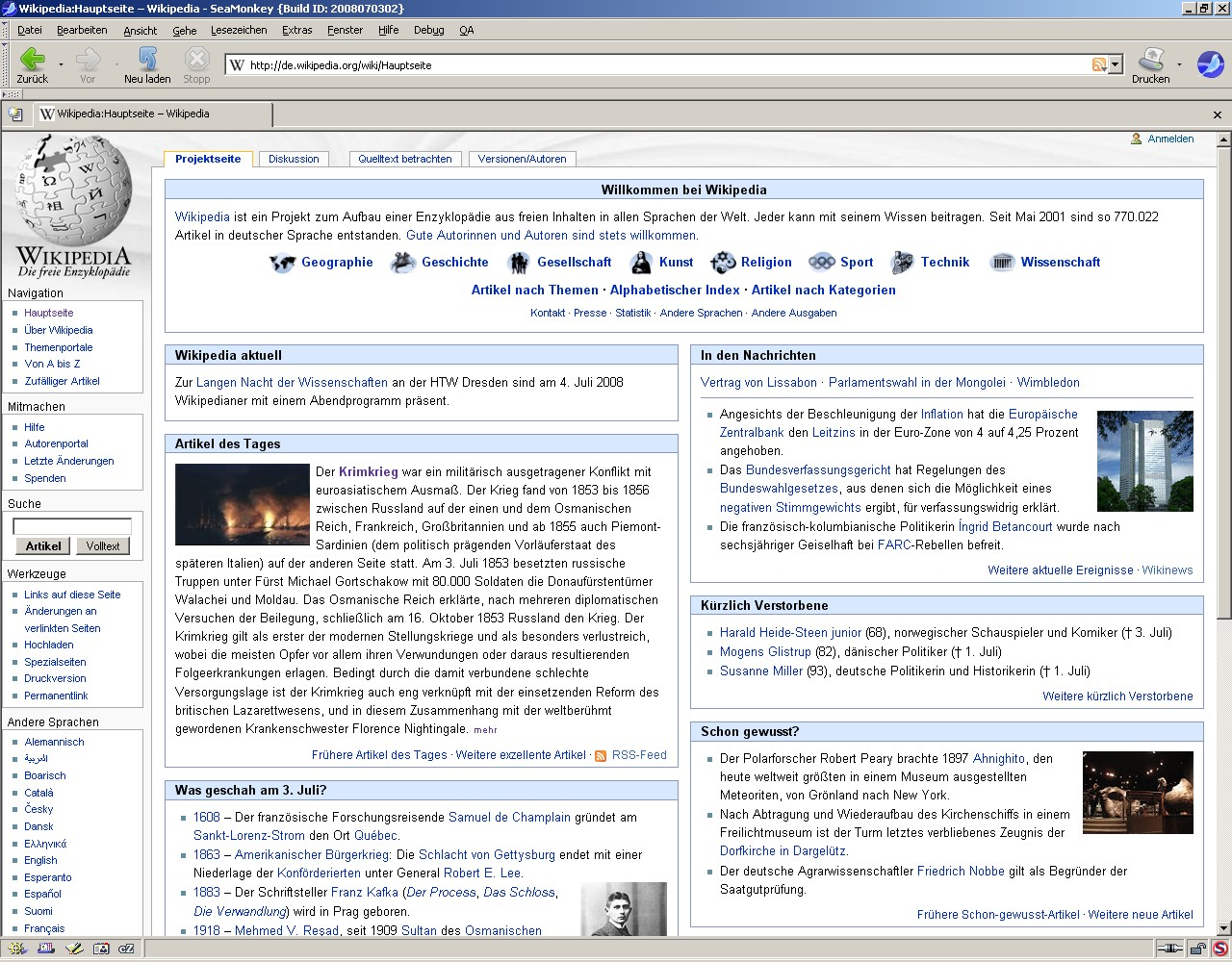
SeaMonkey 2 – wydanie testowe

| 1.0.1        | 1.8                  | 13 kwietnia 2006     | Wydanie poprawkowe - Wprowadzono wsparcie dla komputerów Mac z procesorami Intel.                                                             |
| 1.0.2        | 1.8                  | 1 czerwca 2006       | Wydanie poprawkowe |
| 1.0.3        | 1.8                  | 27 lipca 2006        | Wydanie poprawkowe |
| 1.0.4        | 1.8                  | 2 sierpnia 2006      | Wydanie poprawkowe - Naprawiono problem z protokołem Microsoft Media Server, który nie działał poprawnie.                                     |
| 1.0.5        | 1.8                  | 14 września 2006     | Wydanie poprawkowe |
| 1.0.6        | 1.8                  | 8 listopada 2006     | Wydanie poprawkowe |
| 1.0.7        | 1.8                  | 20 grudnia 2006      | Wydanie poprawkowe |
| 1.0.8        | 1.8                  | 27 lutego 2007       | Wydanie poprawkowe |
| 1.0.9        | 1.8                  | 30 maja 2007         | Wydanie poprawkowe |
| 1.1          | 1.8.1                | 18 stycznia 2007     | Wydanie główne |
| 1.1.1        | 1.8.1                | 28 lutego 2007       | Wydanie poprawkowe |
| 1.1.2        | 1.8.1                | 30 maja 2007         | Wydanie poprawkowe |
| 1.1.3        | 1.8.1                | 19 lipca 2007        | Wydanie poprawkowe |
| 1.1.4        | 1.8.1                | 3 sierpnia 2007      | Wydanie poprawkowe |
| 1.1.5        | 1.8.1                | 19 października 2007 | Wydanie poprawkowe |
| 1.1.6        | 1.8.1                | 5 listopada 2007     | Wydanie poprawkowe |
| 1.1.7        | 1.8.1                | 30 listopada 2007    | Wydanie poprawkowe - Naprawiono problemy z uruchamianiem programu z katalogów w trybie tylko do odczytu.                                      |
| 1.1.8        | 1.8.1                | 7 lutego 2008        | Wydanie poprawkowe |
| 1.1.9        | 1.8.1                | 25 marca 2008        | Wydanie poprawkowe |
| 1.1.10       | 1.8.1                | 2 lipca 2008         | Wydanie poprawkowe |
| 1.1.11       | 1.8.1                | 15 lipca 2008        | Wydanie poprawkowe |
| 1.1.12       | 1.8.1                | 23 września 2008     | Wydanie poprawkowe |
| 1.1.13       | 1.8.1                | 12 października 2008 | Wydanie poprawkowe |
| 1.1.14       | 1.8.1                | 16 grudnia 2008      | Wydanie poprawkowe |
| 1.1.15       | 1.8.1                | 18 marca 2009        | Wydanie poprawkowe |
| 1.1.16       | 1.8.1                | 8 kwietnia 2009      | Wydanie poprawkowe |
| 1.1.17       | 1.8.1                | 22 czerwca 2009      | Wydanie poprawkowe |
| 1.1.18       | 1.8.1                | 3 września 2009      | Wydanie poprawkowe |
| 1.1.19       | 1.8.1                | 16 marca 2010        | Wydanie poprawkowe |
| 2.0          | 1.9.1                | 27 października 2009 | Wydanie główne |
| 2.0.1        | 1.9.1                | 15 grudnia 2009      | Wydanie poprawkowe |
| 2.0.2        | 1.9.1                | 11 stycznia 2010     | Wydanie poprawkowe |
| 2.0.3        | 1.9.1                | 17 lutego 2010       | Wydanie poprawkowe |
| 2.0.4        | 1.9.1                | 30 marca 2010        | Wydanie poprawkowe |
| 2.0.5        | 1.9.1                | 22 czerwca 2010      | Wydanie poprawkowe |
| 2.0.6        | 1.9.1                | 20 lipca 2010        | Wydanie poprawkowe |
| 2.0.7        | 1.9.1                | 7 września 2010      | Wydanie poprawkowe |
| 2.0.8        | 1.9.1                | 15 września 2010     | Wydanie poprawkowe |
| 2.0.9        | 1.9.1                | 20 października 2010 | Wydanie poprawkowe |
| 2.0.10       | 1.9.1                | 28 października 2010 | Wydanie poprawkowe |
| 2.0.11       | 1.9.1                | 9 grudnia 2010       | Wydanie poprawkowe |
| 2.0.12       | 1.9.1                | 2 marca 2011         | Wydanie poprawkowe |
| 2.0.13       | 1.9.1                | 23 marca 2011        | Wydanie poprawkowe |
| 2.0.14       | 1.9.1                | 28 kwietnia 2011     | Wydanie poprawkowe |
| 2.1          | 2.0                  | 10 czerwca 2011      | Wydanie główne |
| 2.2          | 5.0                  | 7 lipca 2011         | Wydanie główne |
| 2.3          | 6.0                  | 16 sierpnia 2011     | Wydanie główne |
| 2.3.1        | 6.0                  | 23 sierpnia 2011     | Wydanie poprawkowe - Dodanie certyfikatu zabezpieczeń, w celu uniknięcia w przyszłości wyłączania automatycznych aktualizacji oprogramowania. |
| 2.3.2        | 6.0                  | 31 sierpnia 2011     | Wydanie poprawkowe - Usunięto certyfikat dla Diginotar. Wiele plików do pobrania niepoprawnie identyfikowało przeglądarkę jako wersję 2.3.1.  |
| 2.3.3        | 6.0                  | 6 września 2011      | Wydanie poprawkowe - Usunięto wyjątki zaufania certyfikatów wydanych przez Staat der Nederlanden; - Naprawiono błędy z domenami „.gov.uk”.    |
| 2.4          | 7.0                  | 27 września 2011     | Wydanie główne |
| 2.4.1        | 7.0                  | 29 września 2011     | Wydanie poprawkowe |
| 2.5          | 8.0                  | 22 listopada 2011    | Wydanie główne |
| 2.6          | 9.0                  | 20 grudnia 2011      | Wydanie główne |
| 2.6.1        | 9.0                  | 22 grudnia 2011      | Wydanie poprawkowe |
| 2.7          | 10.0                 | 31 stycznia 2012     | Wydanie główne |
| 2.7.1        | 10.0                 | 10 lutego 2012       | Wydanie poprawkowe |
| 2.7.2        | 10.0                 | 17 lutego 2012       | Wydanie poprawkowe |
| 2.8          | 11.0                 | 13 marca 2012        | Wydanie główne |
| 2.9          | 12.0                 | 24 kwietnia 2012     | Wydanie główne |
| 2.9.1        | 12.0                 | 30 kwietnia 2012     | Wydanie poprawkowe |
| 2.10         | 13.0                 | 6 czerwca 2012       | Wydanie główne |
| 2.10.1       | 13.0                 | 16 czerwca 2012      | Wydanie poprawkowe |
| 2.11         | 14.0                 | 17 lipca 2012        | Wydanie główne |
| 2.12         | 15.0                 | 28 sierpnia 2012     | Wydanie główne |
| 2.12.1       | 15.0                 | 10 września 2012     | Wydanie poprawkowe |
| 2.13         | 16.0                 | 9 października 2012  | Wydanie główne |
| 2.13.1       | 16.0                 | 12 października 2012 | Wydanie poprawkowe |
| 2.13.2       | 16.0                 | 27 października 2012 | Wydanie poprawkowe |
| 2.14         | 17.0                 | 20 listopada 2012    | Wydanie główne |
| 2.14.1       | 17.0                 | 30 listopada 2012    | Wydanie poprawkowe |
| 2.15         | 18.0                 | 8 stycznia 2013      | Wydanie główne |
| 2.15.1       | 18.0                 | 20 stycznia 2013     | Wydanie poprawkowe |
| 2.15.2       | 18.0                 | 4 lutego 2013        | Wydanie poprawkowe |
| 2.16         | 19.0                 | 21 lutego 2013       | Wydanie główne |
| 2.16.1       | 19.0                 | 8 marca 2013         | Wydanie poprawkowe |
| 2.16.2       | 19.0                 | 13 marca 2013        | Wydanie poprawkowe |
| 2.17         | 20.0                 | 2 kwietnia 2013      | Wydanie główne |
| 2.17.1       | 20.0                 | 14 kwietnia 2013     | Wydanie poprawkowe |
| 2.19         | 22.0                 | 2 lipca 2013         | Wydanie główne |
| 2.20         | 23.0                 | 6 sierpnia 2013      | Wydanie główne |
| 2.21         | 24.0                 | 17 września 2013     | Wydanie główne |
| 2.22         | 25.0                 | 30 października 2013 | Wydanie główne |
| 2.22.1       | 25.0                 | 18 listopada 2013    | Wydanie poprawkowe |
| 2.23         | 26.0                 | 12 grudnia 2013      | Wydanie główne |
| 2.24         | 27.0                 | 6 lutego 2014        | Wydanie główne |
| 2.25         | 28.0                 | 19 marca 2014        | Wydanie główne - Zaimplementowano kodek wideo VP9; - Dodano wsparcie atrybutu „mathvariant” dla MathML 2.0.                                   |
| 2.26         | 29.0                 | 2 maja 2014          | Wydanie główne |
| 2.26.1       | 29.0                 | 16 czerwca 2014      | Wydanie poprawkowe |
| 2.29         | 32.0                 | 7 września 2014      | Wydanie główne |
| 2.29.1       | 32.0                 | 24 września 2014     | Wydanie poprawkowe |
| 2.30         | 33.0                 | 15 października 2014 | Wydanie główne |
| 2.31         | 34.0                 | 4 grudnia 2014       | Wydanie główne |
| 2.32         | 35.0                 | 13 stycznia 2015     | Wydanie główne |
| 2.32.1       | 35.0                 | 6 lutego 2015        | Wydanie poprawkowe |
| 2.33         | 36.0                 | 10 marca 2015        | Wydanie główne |
| 2.33.1       | 36.0                 | 23 marca 2015        | Wydanie poprawkowe |
| 2.35         | 38.0                 | 3 września 2015      | Wydanie główne |
| 2.38         | 41.0                 | 26 września 2015     | Wydanie główne |
| 2.39         | 42.0                 | 8 listopada 2015     | Wydanie główne |
| 2.40         | 43.0                 | 14 marca 2016        | Wydanie główne |
| 2.46         | 49.0                 | 22 grudnia 2016      | Wydanie główne |
| 2.48         | 51.0                 | 31 lipca 2017        | Wydanie główne |
| 2.49.1       | 52.0                 | 4 listopada 2017     | Wydanie główne |
| 2.49.2       | 52.0                 | 15 lutego 2018       | Wydanie poprawkowe |
| 2.49.3       | 52.0                 | 4 maja 2018          | Wydanie poprawkowe |
| 2.49.4       | 52.0                 | 27 lipca 2018        | Wydanie poprawkowe |
| 2.49.5       | 52.0                 | 4 września 2019      | Wydanie poprawkowe |
| 2.53.1       | 60.0                 | 28 lutego 2020       | Wydanie główne |

| Legenda:       | Legenda:                 | Legenda:                |
| -------------- | ------------------------ | ----------------------- |
| Starsza wersja | Aktualna wersja stabilna | Aktualna wersja testowa |